# Vérkhnia Kutúzovka
Vérkhnia Kutúzovka (en (ucraïnès): Верхня Кутузовка) és un poble de la República Autònoma de Crimea a Ucraïna, que el 2014 tenia 751 habitants. Pertany al districte rural d'Aluixta.